# جائزة الكرة الذهبية 1980
جائزة الكرة الذهبية 1980، جائزة سنوية تُعطى لأفضل لاعب كرة القدم في العالم من طرف مجلة فرانس فوتبول الفرنسية، كما تقرره لجنة دولية من الصحفيين الرياضيين، وفاز بالجائزة في 1980 اللاعب الألماني الغربي كارل هاينز رومينيغه لاعب بايرن ميونخ.

## الترتيب
| الترتيب | اللاعب              | النادي      | الجنسية         | النقاط |
| ------- | ------------------- | ----------- | --------------- | ------ |
| 1       | كارل هاينز رومينيغه | بايرن ميونخ | ألمانيا الغربية | 122    |
| 2       | بيرند شوستر         | برشلونة     | ألمانيا الغربية | 34     |
| 3       | ميشيل بلاتيني       | سانت إتيان  | فرنسا           | 33     |